# Шитово (Кировская область)
Шитово — деревня в Белохолуницком районе Кировской области. Входит в состав Белохолуницкого городского поселения.

## География
Деревня находится на северо-востоке центральной части Кировской области, в юго-западной части Белохолуницкого района, на берегу Белохолуницкого пруда. Абсолютная высота — 151 метр над уровнем моря.
Расстояние до районного центра (города Белая Холуница) — 5 км.

## Население
По данным всероссийской переписи 2010 года, численность населения деревни составляла 10 человек (мужчины — 6, женщины — 4).

## Инфраструктура
В окрестностях деревни расположен оздоровительный лагерь «Родник» администрации города Белая Холуница.